# Милица Грујичић
Милица Грујичић (Книн, 13. децембар 1983) српска је глумица. Завршила је Академију уметности у Новом Саду у класи Мише Јанкетића којем је асистенткиња била Јасна Ђуричић. Убрзо затим, запажена је у “Ујкином сну”, представи коју је режирао Егон Савин, а дефинитиван пробој направила је улогом у “Броду за лутке” Милене Марковић, представи коју је у Српском народном позоришту режирала Ана Томовић.

### Улоге у Српском народном позоришту
Од 2004. је хонорарни сарадник Српског народног позоришта, а од 2010. је стално запослена у Драми СНП-а где је остварила многе значајне улоге.
- Џандрљив муж Јована Стерије Поповића у режији Радоја Чупића
- Гратефул аливе Весне Радовановић у режији Милоша Пушића
- Ујкин сан Достојевског у режији Егона Савина
- Расправа Пјера Маривоа у режији Слађане Килибарде
- Повратак Казанове Артура Шницлера у режији Ане Томовић
- Брод за лутке Милене Марковић у режији Ане Томовић
- Коме верујете? Јелене Ђорђевић у режији Даријана Михајловића
- Тајни дневник Вирџиније Вулф по мотивима прозе В. Вулф у режији Милене Павловић
- Мартина Кримпа у режији Анђелке Николић
- Тимон Атињанин Вилијама Шекспира у режији Горчина Стојановића
- Јуцуца Слободана Обрадовића у режији Немање Петроњеа
- Зојкин стан Булгакова у режији Дејана Мијача
- Приче из Бечке шуме Едена фон Хорвата у режији Иве Милошевић
- Декамерон према мотивима Ђ. Бокача написала Ана Ђорђевић, у режији Ане Томовић

### Друге значајне позоришне улоге
- Шума блиста Милене Марковић у режији Томија Јанежича, АТЕЉЕ 212;
- Госпођица Јулија А. Стриндберга у режији Марине Вујовић, ТЕАТАР ПРОМЕНА;
- Београдска трилогија Биљане Србљановић, ТЕАТАР ПРОМЕНА;
- Плава соба Дејвида Хера, ТЕАТАР ПРОМЕНА

### Телевизија
Своју прву улогу на телевизији, по којој је постала позната широј публици, остварила је у телевизијској серији Грех њене мајке, Мир-Јам, у режији Здравка Шотре (РТС);
Такође је глумила у серији Здравка Шотре: Непобедиво срце Мир-Јам, (РТС).

### Режија
Милица Грујичић је режирала драму Нико - по мотивима текста „Нико Сфинга од леда“ Вернера Фрича, у продукцији Студентског културног центра Нови Сад.

## Филмографија
| Год.       | Назив                                | Улога              |
| ---------- | ------------------------------------ | ------------------ |
| 2010.-те   |                                      |                    |
| 2009—2010. | Грех њене мајке                      | Зора               |
| 2011.      | Октобар                              |                    |
| 2011—2012. | Непобедиво срце                      | Живкица            |
| 2012.      | Фрагменти                            | Ана                |
| 2016.      | Santa Maria della Salute (филм)      | Јулијана Паланачки |
| 2017.      | Santa Maria della Salute (ТВ серија) | Јулијана Паланачки |
| 2021.      | Келти                                |                    |

## Награде
- Добитник награде ”Предраг Томановић” (2018)
- Награда “Ардалион” за најбољу женску улогу на Југословенском позоришном фестивалу “Без превода” у Ужицу (2018) за улогу у представи “Крваве свадбе” СНП-а из Новог Сада